# Шахматы барокко
Шахматы Барокко (англ. Baroque Chess), позже названные самим создателем «Chess Ultima» (в англоязычном сообществе) — модификация шахмат, придуманная в 1962 году гейм-дизайнером Робертом Эбботтом (Robert Abbott, 2 марта 1933 — 20 февраля 2018).

## Особенности
В шахматы Барокко играют на стандартной доске 8×8 клеток, но фигуры противоположных сторон смотрят друг на друга зеркально.
Основным отличием от классических шахмат является иная система ходов и захватов для большинства фигур, а также их названия.
Пешка называется клещами (англ. pincers), конь — длиннопрыгуном (англ. long-leaper), слон — хамелеоном (по названию семейства ящериц — хамелеонов, известных способностью менять окраску) или подражателем (англ. imitator), ферзь — перехватчиком (англ. withdrawer). Король не изменился, а фигура ладья именуется координатором, вторая фигура обычно является перевёрнутой ладьёй и называется иммобилайзером.
Все фигуры, кроме короля и клещей, ходят как ферзь.
Клещи ходят как ладья, но берут, перепрыгнув фигуру на клетку за ней.
Длиннопрыгун ходит как ферзь, а берёт, перепрыгнув фигуру на 1 клетку за ней подобно клещам, но способен взять несколько фигур, стоящих на одной плоскости с промежутком в одну клетку друг меж другом.
Хамелеон ходит как ферзь, а берёт фигуру так, как эта же фигура взяла бы любую другую. Хамелеон не может брать хамелеона, а королю по понятным причинам ставит шах, только подойдя к нему вплотную. Иммобилайзер, к которому вплотную стоит вражеский хамелеон, не может ходить и брать.
Перехватчик ходит как ферзь, а берёт фигуру, к которой примыкал, отходя на любое количество клеток от неё.
Координатор ходит как ферзь, а захватывает любую противолежащую ему фигуру, наступая на другую часть доски, в которой обе фигуры будут противолежащими — с вертикали на горизонаталь и наоборот относительно этой фигуры.
Иммобилайзер ходит как ферзь, а брать не может. Но иммобилайзер мешает вражеским фигурам, стоящим к нему вплотную, ходить и брать, за исключением хамелеона.
Король двигается и берёт так же, как классический шахматный король.
Особенность необычной системы ходов заключается в усложнении построения тактик; с другой стороны, тактики, применимые для этой системы ходов, значительно более неочевидны. Фигуры способны быстро добраться до нужной позиции благодаря тому, что они ходят как ферзи из классических шахмат. Когда фигуры расходятся по всему полю, трудно спрятать свои фигуры из-под удара, но при этом фигуры можно очень просто защитить.
В итоге игра в шахматы Барокко становится больше головоломкой и меньше стратегией.

## История
Шахматы Барокко появились в 1962 году благодаря Роберту Эбботту — американскому изобретателю настольных и карточных игр. Через год после выпуска игры он предложил для неё другое название вместо «Барокко» — «Ультима». Также Роберт Эбботт признал несовершенство своей игры и предложил новые правила, но игроки в шахматы Барокко не прислушались к этому нововведению.